# Черепанов, Сергей Петрович
Сергей Петрович Черепа́нов (род. 25 января 1986, Лениногорск, Восточно-Казахстанская область) — казахстанский лыжник,Чемпион мира среди юниоров 2004года в эстафете 4×10, Чемпион мира среди молодёжи 2009 года в гонке на 30 км скиатлон, участник трёх Олимпийских игр, чемпион Азиатских игр, чемпион и призёр Универсиады и бронзовый призёр этапа Кубка мира. Специалист дистанционных гонок. Мастер спорта Республики Казахстан международного класса (2004).

## Карьера
В Кубке мира Черепанов дебютировал в 2004 году, в марте 2008 года первый, и пока единственный раз попал в тройку лучших на этапе Кубка мира, в гонке на 15 км. Кроме подиума на сегодняшний момент имеет 6 попадания в десятку лучших на этапах Кубка мира, все в командных соревнованиях. Лучшим достижением Черепанова в общем итоговом зачёте Кубка мира является 69-е место в сезоне 2007-08.
На Олимпиаде-2006 в Турине стал 55-м в спринте.
На Олимпиаде-2010 в Ванкувере был заявлен в 5 гонках: 15 км коньком — 47-е место, спринт — 48-е место, дуатлон 15+15 км — 49-е место, эстафета — 11-е место, масс-старт 50 км — не стартовал.
За свою карьеру принимал участие в четырёх чемпионатах мира, лучший результат 10-е место в эстафете на чемпионате мира — 2009.
В личных соревнованиях лучшие результаты — 11 место на чемпионате мира — 2011 (15 км, классика) и 12-место на чемпионате мира — 2009 (30 км, гонка преследования).
Использует лыжи производства фирмы Fischer, ботинки и крепления Salomon.